# آسیاب کله‌گوش فارغان
آسیاب کله‌گوش فارغان مربوط به دوره قاجاریه است و در شهر فارغان، شهرستان حاجی آباد، استان هرمزگان واقع شده است. این اثر در تاریخ ۲۵ آبان ۱۳۸۴ با شمارهٔ ثبت ۱۳۸۲۳ به‌عنوان یکی از آثار ملی ایران به ثبت رسیده است.